# Roy Charles Waller
Roy Charles Waller (nascido em 8 de janeiro de 1960) é um estuprador em série americano. Preso em setembro de 2018, ele era suspeito de vários estupros (pelo menos dez confirmados) cometidos entre 1991 e 2006 em seis condados do Norte da Califórnia (que lhe rendeu a alcunha de NorCal Rapist). Após uma década de investigações desde seu último crime confirmado, evidências de DNA da cena do crime foram utilizadas para identifica-lo a partir da base de dados da empresa de comparação genética GEDmatch, por meio de um parente de Waller, e foi identificado por meio de genealogia baseada em genética.

## Casos
Roy Waller atacou primeiro em junho de 1991, invadindo a casa de uma mulher em Rohnert Park, no Condado de Sonoma, Califórnia. Armado e mascarado, ele adentrou na casa e subjulgou uma mulher (a identidade da vítima nunca foi divulgada pela polícia), amarrando-a na cama. Waller então vasculhou a casa dela, buscando coisas para roubar ou um souvenir. Ele então retornou para o quarto, onde estuprou a mulher. Waller não mudaria muito seu modus operandi nos ataques seguintes. Seu segundo ataque conhecido aconteceu seis meses depois, também no Condado de Sonoma. Nesse ataque ele levou a mulher até um caixa automático e forçou ela a retirar dinheiro. Três meses mais tarde, em 14 de fevereiro (Dia de São Valentim), Waller atacou novamente, mais agressivo desta vez, sequestrando, agredindo e estuprando uma mulher na cidade de Vallejo, no Condado de Solano. Nesta ocasião ele usou uma faca e não uma arma de fogo. A quarta vítima confirmada foi atacada quatro anos depois, em outubro de 1996, numa noite de Halloween, na cidade de Martinez, no Condado de Contra Costa. Waller então atacou três vezes, desta vez no Condado de Yolo. A primeira dessas vítimas foi uma mulher na cidade de Woodland. Como de costume, ele amarrou ela na cama e começou a revirar a casa. Aproveitando-se da desatenção do agressor, a mulher conseguiu soltar seus braços, mas enquanto tentava soltar sua perna ele voltou e a atacou. A vítima reagiu, atacando-o com uma tesoura e ferindo seu braço esquerdo, mas ele conseguiu subjulga-la. Foi nesse instante que ela gritou que estava grávida (uma técnica que muitas mulheres usam para desencorajar estupradores). Isso funcionou e Waller foi embora. Outro ataque confirmado de Waller aconteceu em janeiro de 1997, quando ele estuprou uma mulher em seu apartamento na cidade de Davis. Este ataque chamou a atenção pois Waller roubou um cartão bancário da mulher e foi até um caixa automático fazer um saque. Como era de noite, a câmera do caixa tirou várias fotos do suspeito, mas como ele usava uma máscara, Waller acabou não identificado.
Em julho de 1997, o sétimo ataque confirmado aconteceu, desta vez na cidade de Chico, no Condado de Butte. O oitavo ataque aconteceu três anos mais tarde, novamente na cidade de Davis. Em 13 de outubro de 2006, após seis anos de hiato, Waller voltou a atacar, desta vez em North Natomas, no norte da cidade de Sacramento. Uma mulher retornando para casa viu um SUV estacionado na garagem dela. Ela imaginou que o carro pertencia a algum visitante de uma amiga com quem ela dividia a casa. Ao entrar na residência, contudo, ela foi atacada por trás. Carregada até o quarto, ela viu sua amiga já amarrada na cama. Waller então estuprou ambas as mulheres, tirou fotos delas e tomou banho com ambas, a fim de limpar evidências físicas do ocorrido. Este foi o último ataque oficialmente ligado ao "Estuprador de NorCal", embora a polícia acredite que ele tenha feito outras vítimas que estavam com medo demais para virem a público denuncia-lo.
Todas as mulheres identificaram o seu agressor como sendo um homem branco e de voz calma, sendo que as vítimas que viram seu rosto o classificaram como inexpressivo. Ele tinha cabelos castanhos, por volta de 1,75m de altura e pesava mais de 100 quilos. Em pelo menos dois casos, ele tirou fotos das vítimas e ameaçou divulga-las para amigos e familiares delas caso o denunciassem. Algumas das vítimas afirmaram também que Waller sabia onde elas trabalhavam, o que fez com que os investigadores chegassem a conclusão que ele perseguia suas vítimas antes de ataca-las. A polícia havia coletado amostras de DNA dos dez ataques, que lincavam todos a um único agressor, porém a impressão genética não bateu com a de ninguém na base de dados da polícia.
Em setembro de 2018, doze anos após seu último ataque confirmado, a polícia utilizou o DNA do suspeito para fazer uma pesquisa genealógica reversa numa base de dados genética. Após dez dias de pesquisa, a polícia encontrou uma pessoa cujo DNA era próximo a do suspeito, sendo possivelmente um parente. A polícia construiu uma árvore genealógica e, usando os elementos conhecidos do estuprador, reduziu os suspeitos até Waller. Após uma confirmação feito pela companhia GEDmatch, especialista em comparação de arquivos de dados de DNA autossômico de diferentes empresas de testes, os investigadores conseguiram uma confirmação perfeita e apreenderam o suspeito. Roy Charles Waller foi acusado formalmente de doze atos de estupro que aconteceram em pelo menos cinco condados diferentes no norte da Califórnia. Na época que ele foi preso, Waller vivia em um lar modesto na cidade de Benicia, era casado, pai de um filho e trabalhava como especialista em segurança na Universidade de Berkeley. Waller inicialmente se declarou inocente perante um juíz, contudo as evidências contra ele eram fortes, incluindo análises de DNA. Pelo menos três de suas vítimas foram até o tribunal e testemunharam contra ele. Em novembro de 2020, Roy Charles Waller foi condenado a prisão perpétua por quarenta e seis acusações, incluindo estupro, agressão sexual e sequestro.
A técnica de genealogia genética utilizada neste caso foi a mesma usada na identificação e prisão de um outro suspeito conhecido como Joseph James DeAngelo (ou "O Assassino do Estado Dourado").

## Modus Operandi
De acordo com um detetive que primeiro trabalhou no caso, nos ataques pelos quais Waller foi acusado, o estuprador tinha um padrão de comportamento. Ele entrava nas casas das vítimas, geralmente tarde da noite. Às vezes, a vítima estava dormindo ou engajada em atividades noturnas. Ele sobrepujava e amarrava as mulheres, depois as agrediria sexualmente repetidamente e roubava a casa. Às vezes, ele sequestrava a vítima, levando-a a um caixa eletrônico e a forçando a lhe dar a senha, e roubava dinheiro da conta. Segundo o detetive Avis Beery, "em outras ocasiões, ele [Waller] roubava itens pessoais das casas [das vítimas]", possivelmente como uma 'lembrança'. Como perseguia suas vítimas antes de ataca-las, ele escolhia mulheres jovens, por volta dos vinte anos, que morassem sozinhas e, preferencialmente, fossem de ascendência asiática.

## Procedimentos legais
Waller foi inicialmente indiciado em doze acusações de agressão sexual forçada. Em janeiro de 2019, foram adicionados mais vinte e oito outras acusações. No total, ele foi indiciado em quarenta e seis acusações, incluindo agressão e estupro. Seu julgamento estava previsto para começar em maio de 2020, mas foi atrasado várias vezes. O julgamento então formalmente começou em 19 de outubro e em 18 de novembro, um mês depois, Waller foi condenado em todas as quarenta e seis acusações, por estupro, sodomia e sequestro envolvendo nove de suas vítimas cuja análise de DNA o ligava diretamente a ele. Em 18 de dezembro, Waller foi sentenciado a 897 anos de prisão.